# Flintyxan

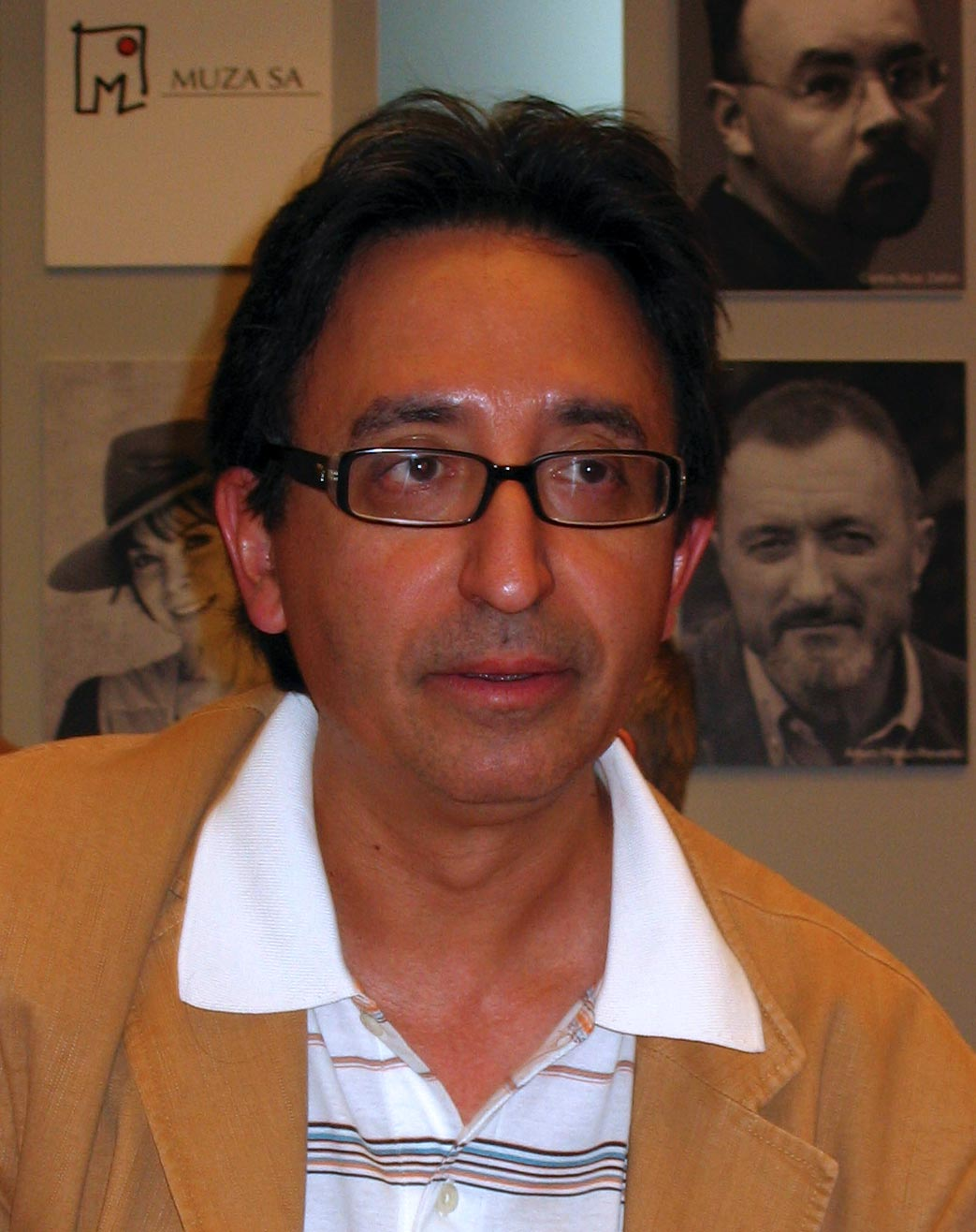
José Carlos Somoza pristagare 2004

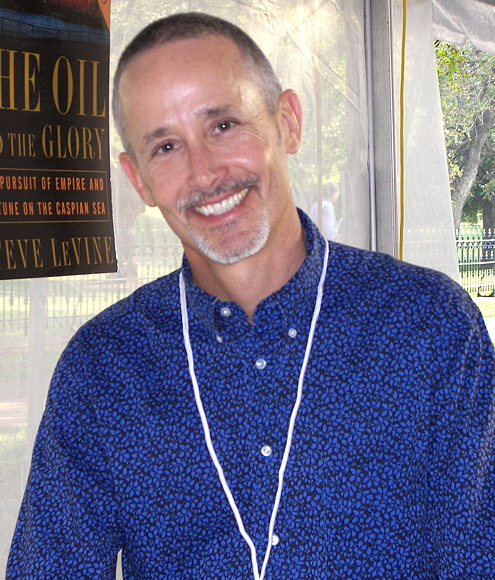
Steven Saylor pristagare 2005

Flintyxan var ett svenskt pris som tilldelades årets bästa historiska kriminalroman. Priset instiftades 2001 av tidskriften Jury, men i och med att denna lades ned 2008 blev 2007 års pris det sista.

## Pristagare
- 2001 – Eva-Marie Liffner för Camera
- 2002 – Bo R. Holmberg för Liemannen
- 2003 – C.J. Sansom för Upplösning
- 2004 – José Carlos Somoza för Idéernas grotta
- 2005 – Steven Saylor för Romarblod
- 2006 – Barbara Nadel för Dödlig rättvisa
- 2007 – Ariana Franklin för Dödens mästarinna